# Thomas Charvériat
Thomas Charvériat, nacido el 7 de marzo de 1974 en París, es un artista, director de galería y director artístico francés que vive y trabaja en Shanghái, China.

## Formación
Después de asistir a la Escuela de Artes Visuales de Nueva York y de licenciarse en Bellas Artes (con mención en fotografía) en 1998, realizó un curso de postgrado en la Universidad de Columbia, donde cursó un Máster en Bellas Artes (escultura) en el año 2000 de la mano de profesores como Jon Kessler y Ronald Jones. En esta misma institución realizó tareas de profesor asistente. Posteriormente, se trasladó a Barcelona, ciudad en la que obtuvo un segundo Máster, en esta ocasión con honores, en Arte Digital en el Instituto Audiovisual (UPF).
En la actualidad, Thomas Charvériat se encuentra especializado en el comisariado y dirección de exposiciones que promueven el uso de la interactividad en el arte.
Como artista, Charvériat crea instalaciones animadas mediante el uso de GPS, SMS, vídeo, sonido, datos electrónicos y el humor, todo ello mediante la interactuación con el espectador.

## Exposiciones
El artista, exhibe regularmente en exhibiciones internacionales de arte de nuevos medios, como ArtFutura u Observatori. Charvériat ha colaborado también con varias instituciones de arte como el Museo de las Ciencias Príncipe Felipe de Valencia (España), el Museo Amadeo de Souza-Cardoso en Amarante (Portugal) , el Museo Marítimo de Barcelona o el Museo de Arte Contemporáneo de Shanghái (MOCA) por lo que puede afirmarse que ha trabajado en colecciones públicas y privadas en Europa, América del Norte y Asia.
Su trabajo artístico le ha permitido ganar diferentes becas, honores, premios y una citación a la excelencia, así como la recepción de fondos por parte de la Fundación Mondriaan, la Fundación Rotterdam para las Artes o el Instituto Audiovisual de Barcelona Archivado el 11 de octubre de 2016 en Wayback Machine.. 
De entre todos sus proyectos, el llamado Return Policy Project, llevado a cabo durante el período de estudios en la Universidad de Columbia en 2000, se puede definir como una exploración de un año sobre la dependencia de los consumidores hacia la electrónica. El título proviene de un método consistente en la reutilización de productos electrónicos usados. La idea era entrar en la vida de una persona mediante la desviación de los elementos esenciales para su existencia. Este proyecto se encontró particularmente inspirado en la Organización para la Liberación de Barbie, una propuesta artística colectiva basada en robar las muñecas Barbie y alterar su funcionamiento para, a continuación, ofrecerlas a la venta en los supermercados para jugar con la relación existente entre el consumidor y el productor. En la actualidad, Thomas Charvériat concentra una gran parte de su producción artística en el colectivo Liu Dao, colectivo creado por él y del cual es miembro activo.

## Como galerista
Thomas Charveriat fue el director y fundador de Montcada5 en Barcelona y actualmente lo es de island6 Arts Center en Shanghái, dos espacios sin ánimo de lucro dedicados a proyectos de apoyo a artistas emergentes. Desde el año 2004, estos organismos han ayudado a más de 250 artistas a través de un creciente laboratorio de consultoría técnica y a un único programa de residencia centrado en la producción de arte. De hecho, island6 ha apoyado y ha producido más de 1400 proyectos creativos, así como ha organizado más de 100 exposiciones presenciales en el extranjero, gozando de gran prestigio. Desde la fundación de las TIC, island6 ha llegado a disponer de 5 ubicaciones internacionales, con tres sucursales en Shanghái, otra en Hong Kong y una última en Phuket, Tailandia. Thomas Charvériat se ha encontrado al frente como director y fundador, además de como miembro contribuyente, en la actualidad, del colectivo artístico Liu Dao. Dicho colectivo, creado por Charvériat, tiene entre sus principales objetivos la creación artística desde un punto totalmente alejado al ego que, en ocasiones, se asocia a la práctica artística. En este mismo sentido y dirección, el propio Charvériat ha afirmado en determinadas ocasiones que "[ser famoso] no es importante. Por eso he creado un colectivo. Lo importante es crear. Da igual el resto. Es una cuestión práctica la del colectivo. La personalidad del artista y su arte son cosas completamente diferentes. Es importante guardar el arte puro. En el colectivo estamos haciendo arte sin poner el ego delante." Para ello, Charvériat propone un proceso de creación similar "al de la indústria cinematográfica, en el que en los créditos aparecen las diferentes actividades y responsabilidades que han enriqueciso -y conformado- la obra." La creación de Liu Dao por parte del francés, podría decirse, es coherente con la línea no lucrativa propuesta por Charvériat en sus dos espacios. Con este grupo, también caracterizado por la confluencia entre "las técnicas clásicas y la tecnología moderna", Thomas ha conseguido ganar algunos premios, que deben añadirse a los conseguiros como artista individual. El multidisciplinar trabajo de Thomas (siempre relacionado con el arte) no se ha visto solamente recompensado mediante premios, sino también mediante el interés general mediante la presencia en importantes ferias de arte internacionales y su destacado papel en los medios dentro de semejantes acontecimientos.
En la actualidad, el personal de island6 se ha visto reducido significativamente, quedando solamente abierto el principal espacio en Shanghái y una pequeña oficina en Tailandia.

## Exposiciones seleccionadas (como artista)

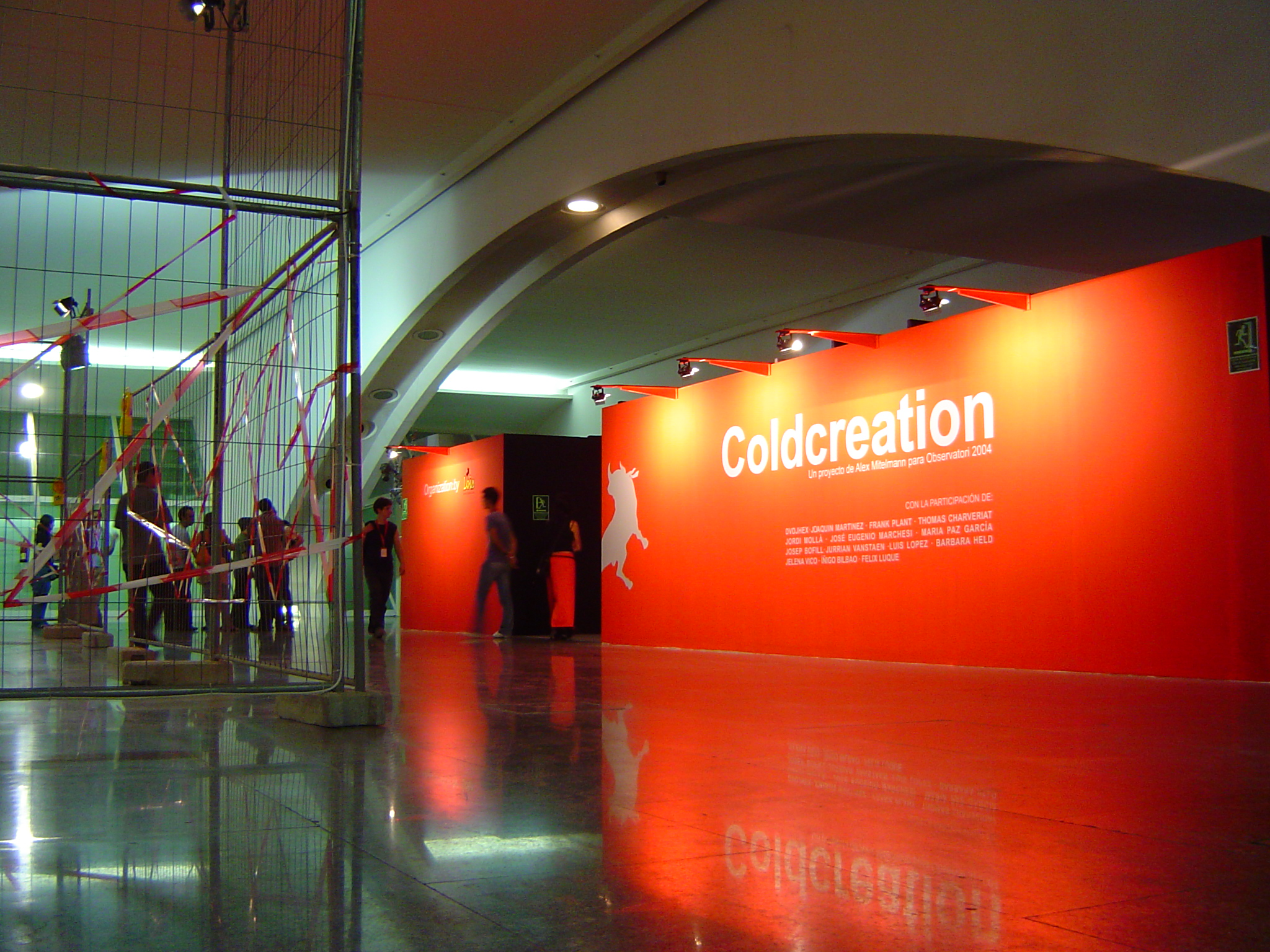
Stand de Coldcreation en Observatori 2004, en la Ciudad de las Artes y las Ciencias de Valencia en el que se puede observar el nombre de Thomas Charvériat como artista

| Año  | Título                                                 | Espacio                   | Localidad geográfica          |
| ---- | ------------------------------------------------------ | ------------------------- | ----------------------------- |
| 2016 | Machine Dreams                                         | island6 Arts Center       | Shanghái, China               |
| 2015 | Neuro Rhumba                                           | island6 Arts Center       | Shanghái, China               |
| 2015 | Chi Fan For Charity                                    | island6 Arts Center       | Shanghái, China               |
| 2013 | Metropolis Rises                                       | Red Gate Gallery          | Pekín, China                  |
| 2012 | Sin City-Impressions of Shanghai: New Works by island6 | Tally Beck Contemporary   | Nueva York, Estados Unidos    |
| 2011 | Plugged In                                             | Tally Beck Contemporary   | Nueva York, Estados Unidos    |
| 2011 | Middle East, Middle Kingdom                            | Gallery Etemad            | Dubái, Emiratos Árabes Unidos |
| 2010 | Libido, Mortido                                        | island6 Arts Center       | Shanghái, China               |
| 2008 | Clouds of Crowds                                       | island6 Arts Center       | Shanghái, China               |
| 2007 | Eurasia One                                            | island6 Arts Center       | Shanghái, China               |
| 2006 | Invisible Layers, Electric Cities                      | island6 Arts Center       | Shanghái, China               |
| 2005 | Art Futura                                             | Mercado de las Flores     | Barcelona, España             |
| 2004 | Observatori 2004 curadoría de Coldcreation             | City of Arts and Sciences | Valencia, España              |

## Exposiciones seleccionadas (como curador)
| Año  | Título                                                | Espacio             | Localidad geográfica |
| ---- | ----------------------------------------------------- | ------------------- | -------------------- |
| 2011 | Omen curadoría compartida con Pete Bradt              | island6 Arts Center | Shanghái, China      |
| 2010 | Psychic Apparatus                                     | island6 Arts Center | Shanghái, China      |
| 2010 | Libido, Mortido curadoría compartida con Zane Mellupe | island6 Arts Center | Shanghái, China      |
| 2008 | Clouds of Crowds                                      | island6 Arts Center | Shanghái, China      |

## Exposiciones seleccionadas (como director artístico)
| Año       | Título                                                  | Espacio                        | Localidad geográfica       |
| --------- | ------------------------------------------------------- | ------------------------------ | -------------------------- |
| 2016      | Machine Dreams                                          | island6 Arts Center            | Shanghái, China            |
| 2014-2015 | Blood-Money & Bitches                                   | island6 Marina                 | Phuket, Tailandia          |
| 2013      | Melted Paraffin Wax                                     | island6 Arts Center            | Shanghái, China            |
| 2013      | Through The Wormhole                                    | island6 Arts Center            | Shanghái, China            |
| 2013      | Overload: A Tale Of Officide                            | island6 Hong Kong              | Hong Kong                  |
| 2013      | Carriageworks                                           |                                | Australia                  |
| 2013      | Metropolis Rises                                        | Red Gate Gallery               | Pekín, China               |
| 2013      | Body-City-Mechanism                                     | island6 Arts Center            | Shanghái, China            |
| 2013      | Need, Want, Hunt                                        | island6 Arts Center            | Shanghái, China            |
| 2012      | The Cat That Eats Diodes Hong Kong                      | island6 Hong Kong              | Hong Kong                  |
| 2012      | The Cat That Eats Diodes                                | island6 Arts Center            | Shanghái, China            |
| 2012      | The Secret Collection of Yüan Meng Ch'ien               | island6 Arts Center            | Shanghái, China            |
| 2012      | Them That Glide Past Our Windows                        | island6 Arts Center            | Shanghái, China            |
| 2012      | Wired Blossoms and Electric Angels                      | The Atrium, The Opposite House | Pekín, China               |
| 2012      | Across The Waibaidu                                     | island6 Arts Center            | Shanghái, China            |
| 2012      | Sin City - Impressions of Shanghai: New Work by island6 | Tally Beck Contemporary        | Nueva York, Estados Unidos |
| 2011      | RAM Christmas Project 2011                              | RockBund Art Museum            | Shanghái, China            |
| 2011      | Goddamned Shanghai                                      | island6 Arts Center            | Shanghái, China            |
| 2011      | SHContemporary 2011                                     | Shanghai Exhibition Center     | Shanghái, China            |
| 2011      | Everyday Frenzies                                       | island6 Arts Center            | Shanghái, China            |
| 2011      | Spring Floods and Peach Petals                          | The Arts House                 | Singapur                   |
| 2011      | Plugged In                                              | Tally Beck Contemporary        | Nueva York, Estados Unidos |
| 2010      | Garden of Autumn Vapours                                | Red Gate Gallery,              | Pekín, China               |